# Paraíso (Messico)
Paraíso è una municipalità dello stato di Tabasco, nel Messico meridionale, il cui capoluogo è la città omonima.
La municipalità conta 86 620 abitanti (2010) e ha un'estensione di 409,3 km².
Il nome della località si deve al nome di un arbusto, diffuso nei pressi del capoluogo municipale.